# La Destinée de Jean Morénas

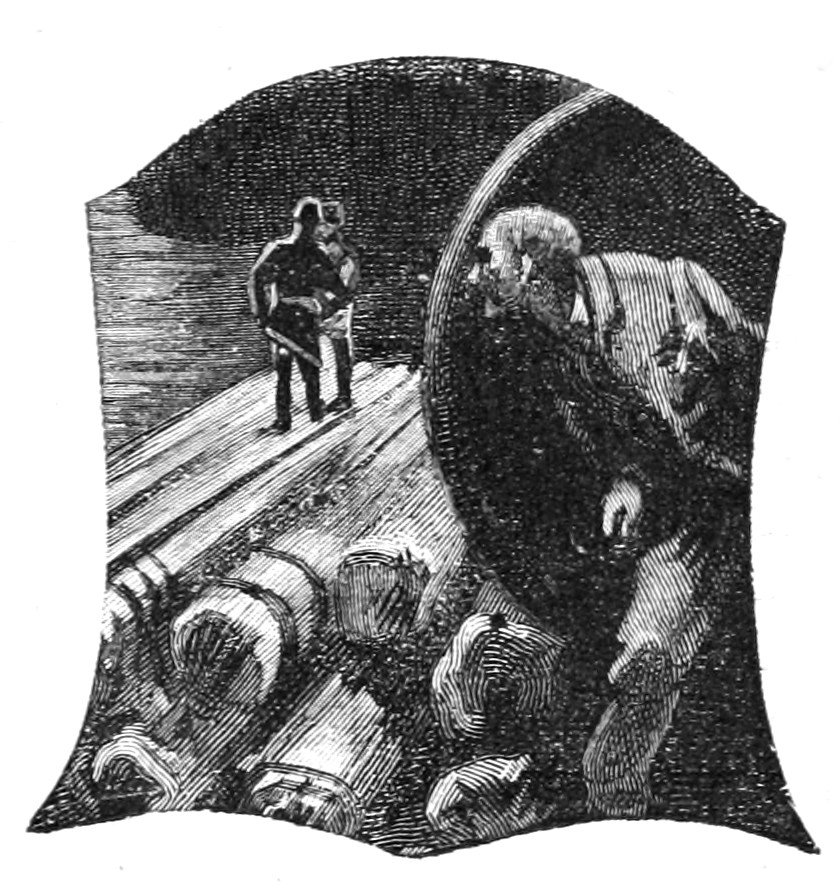

La Destinée de Jean Morénas est une nouvelle de Jules Verne, publiée dans le recueil Hier et demain en 1910. En fait, ce récit a été totalement réécrit par Michel Verne, à partir d'une autre nouvelle de jeunesse de son père, Pierre-Jean, que ce dernier conçut vers 1852. Si le point de départ des deux textes reste le même — l'évasion d'un condamné au bagne de Toulon, grâce à une aide extérieure — les conclusions en sont complètement différentes. Si le fils imagine un sombre roman dramatique, Jules Verne fait de sa nouvelle un hymne à la liberté.

## Résumé
Il s'agit d'un homme nommé Jean Morénas qui vit avec son frère aîné Pierre, sa mère, son oncle et la fille de celui-ci, sa cousine Marguerite, qu'il aime. Un jour, Pierre disparaît. Toute la famille est très triste. Cinq ans plus tard, un matin, l'oncle est trouvé mort étranglé. Mais il avait pu reprendre un moment ses esprits et assez de force pour laisser un billet où il écrivait que c'était son neveu qui l'avait tué. Il ne sert à rien pour Jean Morénas de nier : il est condamné à vingt ans de galères, bien qu'il soit innocent. 
Après que Jean Morénas a purgé la moitié de sa peine, un riche négociant de Marseille, M. Bernardon, vient au bagne pour lui dire qu'il l'aidera à s'évader. Jean profite de cette opportunité. Il réussit. M. Bernardon lui conseille d'aller à Marseille et de s'embarquer pour le Chili. Mais Jean Morénas préfère d'abord revoir son pays, la tombe de sa mère, sa cousine… Quand il arrive dans la maison de celle-ci, dans lequel il entre par une sorte de passage secret, il assiste à une terrible scène : M. Bernardon est en train d'étrangler un homme. Et dans ce M. Bernardon, il reconnaît son frère Pierre, qui s'enfuit. Du premier étage arrivent une femme - en qui il reconnaît sa cousine Marguerite - et deux enfants. On découvre le corps de la victime, et beaucoup de monde accourt. Jean ne sait que faire. Il comprend que c'était aussi son frère qui avait tué leur oncle. Bien sûr, il se réjouit d'être enfin innocenté du crime dont il avait été accusé à la place de son frère, mais il comprend aussi que,  si son frère se retrouve à son tour au bagne, ce sera une catastrophe pour Marguerite, qui l'aime. Jean Morénas prend alors la résolution de se livrer pour innocenter son frère. Quand on l'entraîne, il emporte avec lui l'image d'une jeune femme, la femme qu'il aime toujours et dont il veut qu'elle soit heureuse à tout prix.

## Adaptation
- En 1919, Michel Verne en tire le film La Destinée de Jean Morénas.